# 지방도 제909호선
지방도 제909호선은 경상북도 경산시 와촌면 음양리에서 영천시 고경면 덕정리를 잇는 경상북도의 지방도이다.

## 연혁
- 2003년 2월 20일: 노선 폐지 및 재지정[1]
- 2005년 9월 29일: 와촌 ~ 대구간 도로(경산시 와촌면 강학리 ~ 음양리) 3.3km 구간 확장 개통[2]
- 2006년 9월 11일: 영천시 청통면 대평리 510m 구간 선형 개량 개통[3]
- 2007년 12월 27일: 하양 ~ 와촌 ~ 대구간 도로(경산시 와촌면 동강리 ~ 강학리) 5.243km 구간 확장 개통, 기존 1.675km 구간 폐지[4]
- 2008년 1월 10일: 북안 ~ 고경간 도로(영천시 북안면 신리 ~ 경주시 서면 서오리) 2.87km 구간 확장 개통[5]
- 2016년 6월 1일: 북안 ~ 고경간 도로(경주시 서면 도리 ~ 영천시 고경면 덕정리) 3.899km 구간 확장 개통[6]
- 2021년 12월 6일: 영천시 청통면 구간을 기존 대평리 ~ 신덕리 ~ 우천리 ~ 보성리 ~ 신학리 ~ 치일리 ~ 원촌리 ~ 송천리 구간에서 한티재를 경유하는 대평리 ~ 신덕리 ~ 죽정리 ~ 송천리 구간으로 변경[7][8]

## 주요 경유지
- 경산시
  - 와촌면 음양리 (대구광역시 도 경계) - 강학리 - 신한2교 - 신한 교차로 - 신한1교 - 박사북 교차로 - 박사 교차로 - 소월리 - 소월 교차로 - 동강 교차로 - 청통와촌 나들목 - 와촌교
- 영천시
  - 청통면 와촌교 - 죽정리 - 한티재 - 대평리 - 풍락제
  - 금호읍 성천리 - 교대사거리 - (금호의원) - 금창교 - 덕성리 - 오계리
  - 대창면 병암리 - 포척교 - 대창리 - 대창삼거리 - 조곡교 - 대재리 - 대창초등학교 - 조곡리 - 오길리 - 어방리 - 어방교 - 운천리 - 불암지 - 직천리
  - 북안면 북리 - 당리삼거리 - 명주교 - 명주리 - 신대리 - 신리마을회관 - 원곡천교 - 신리리 - 효리

- 경주시
  - 서면 서오리 - 대천교 - 아화리 - 서면파출소 - 아화교 - 아화 교차로 - 심곡리 - 심곡지 - 회리교 - 도리교 - 도리 - 할마당재

- 영천시
  - 고경면 할마당재 - 덕정리

## 중복 구간
- 경산시 와촌면 동강 교차로 ~ 청통와촌교차로: 지방도 제919호선과 중복
- 영천시 대창면 조곡교 남단 ~ 대창삼거리: 지방도 제925호선과 중복
- 영천시 북안면 당리삼거리 ~ 신리마을회관: 지방도 제921호선과 중복

## 도로명
- 경산시 와촌면 음양리 ~ 동강 교차로: 팔공로
- 경산시 와촌면 동강 교차로 ~ 청통와촌교차로: 금송로
- 영천시 청통면 청통와촌교차로 ~ 대평리: 한티길
- 영천시 청통면 대평리 ~ 금호읍 교대사거리: 사일로
- 영천시 금호읍 교대사거리 ~ (금호의원): 교대길
- 영천시 금호읍 (금호의원) ~ 금창교 북단: 금호로
- 영천시 금호읍 금창교 북단 ~ 북안면 당리삼거리: 금창로
- 영천시 북안면 당리삼거리 ~ 신리마을회관: 운북로
- 영천시 북안면 신리마을회관 ~ 경주시 서면 서오리: 신효로
- 경주시 서면 서오리 ~ 서면파출소: 오봉로
- 경주시 서면 서면파출소 ~ 영천시 고경면 덕정리: 심곡로